# Alexandre Kafka
Alexandre Kafka (25. ledna 1917 Praha – 28. listopadu 2007 Washington, D.C.) byl brazilský ekonom českého židovského původu, vysokoškolský pedagog a výkonný ředitel Mezinárodního měnového fondu.

## Rodina
Alexandre Kafka se narodil jako jeden ze dvou synů v prominentní pražské německy hovořící židovské rodině. Jeho otcem byl právník a vysokoškolský pedagog Bruno Kafka a matkou Johanna Hanna Louise Kafková, rozená Bondy von Bondrop. Otcovým bratrancem byl spisovatel Franz Kafka. Kafkovou manželkou byla Rita Kafková, jejímž otcem byl podnikatel Otto Petschek. Z manželství se narodily dvě dcery: Barbara a Doris Kafkovy.

## Život
Silné intelektuální zázemí v rodině a otcova podpora přivedly Kafku ke studiím v zahraničí: studoval v Ženevě a na Balliol College v Oxfordu, kde se začal zaměřovat na ekonomii, která ho pak provázela po celý život. Studoval na uznávaném Německém státním reálném gymnáziu v Praze. Po nacistické okupaci Čech a Moravy odešel do emigrace. Odcestoval do Brazílie, kam emigrovala i část rodiny z matčiny strany – např. podnikatel Herbert von Bondy-Bontrop.
Do Jižní Ameriky přijel Kafka roku 1940, později přijal brazilské občanství, naučil se portugalsky a změnil si své křestní jméno na z Alexandera na Alexandre. Po překonání počátečních překážek začal v São Paulu vyučovat ekonomii. Již roku 1944 se tamtéž stal poradcem Svazu průmyslu.
V letech 1949–1951 pracoval pro Mezinárodní měnový fond, pak se však vrátil do Brazílie, kde v Riu de Janeiro založil Brazilský ekonomický institut a pracoval jako poradce ministra financí Eugenia Gudina.
Od roku 1956 pracoval pro OSN ve Spojených státech, o pět let později působil jako hostující profesor ekonomie na univerzitě ve Virginii. Od roku 1966 pracoval opět pro Mezinárodní měnový fond. Vedle toho ještě v 70. a 80. letech přednášel na Bostonské univerzitě a univerzitě George Washingtona.

## Mezinárodní měnový fond
V letech 1966-1998 pracoval Kafka jako výkonný ředitel Mezinárodního fondu. Do této pozice byl zvolen celkem 16x a to skupinou latinskoamerických zemí: Brazílie, Dominikánská republika, Kolumbie, Ekvádor, Guyana, Haiti, Panama, Surinam, Trinidad a Tobago. Kafka se mj. podílel na vzniku SDR, též známých jako zvláštní práva čerpání.

## Dílo
- The Brazilian Exchange Auction System, The Review of Economics and Statistics, Vol. 38, No. 3 (Aug., 1956), pp. 308–322.
- A New Argument for Protectionism?, The Quarterly Journal of Economics, Vol. 76, No. 1 (Feb., 1962), pp. 163–166.
- The Elasticity of Export Supply, Southern Economic Journal, Vol. 32, No. 3 (Jan., 1966), pp. 352–352.
- The Brazilian Stabilization Program, 1964-6, The Journal of Political Economy, Vol. 75, No. 4, Part 2: Issues in Monetary Research, 1966 (Aug., 1967), pp. 596–631
- International Liquidity: Its Present Relevance to the Less Developed Countries, The American Economic Review, Vol. 58, No. 2, Papers and Proceedings of the Eightieth Annual Meeting of the American Economic Association (May, 1968), pp. 596–603
- The IMF: The Second Coming?, Essays in International Finance, No. 94. Princeton University, July 1972.
- The International Monetary Fund: Reform Without Reconstruction?, Essays in International Finance, No. 118. Princeton University, October 1976.
- The New Exchange Rate Regime and the Developing Countries. The Journal of Finance, Vol. 33, No. 3, Papers and Proceedings of the Thirty-Sixth Annual Meeting American Finance Association, New York City December 28–30, 1977 (Jun., 1978), pp. 795–802
- Gold and International Monetary Stability, Cato Journal, Vol. 3, No. 1, Spring 1983. https://web.archive.org/web/20080412062257/https://www.cato.org/pubs/journal/cj3n1/cj3n1-15.pdf
- Governance of the Fund, in The International Monetary and Financial System: Developing-Country Perspectives, ed. by G.K. Helleiner. New

York: St. Martin’s Press, 1996.